# Kurt-Hermann Kühn

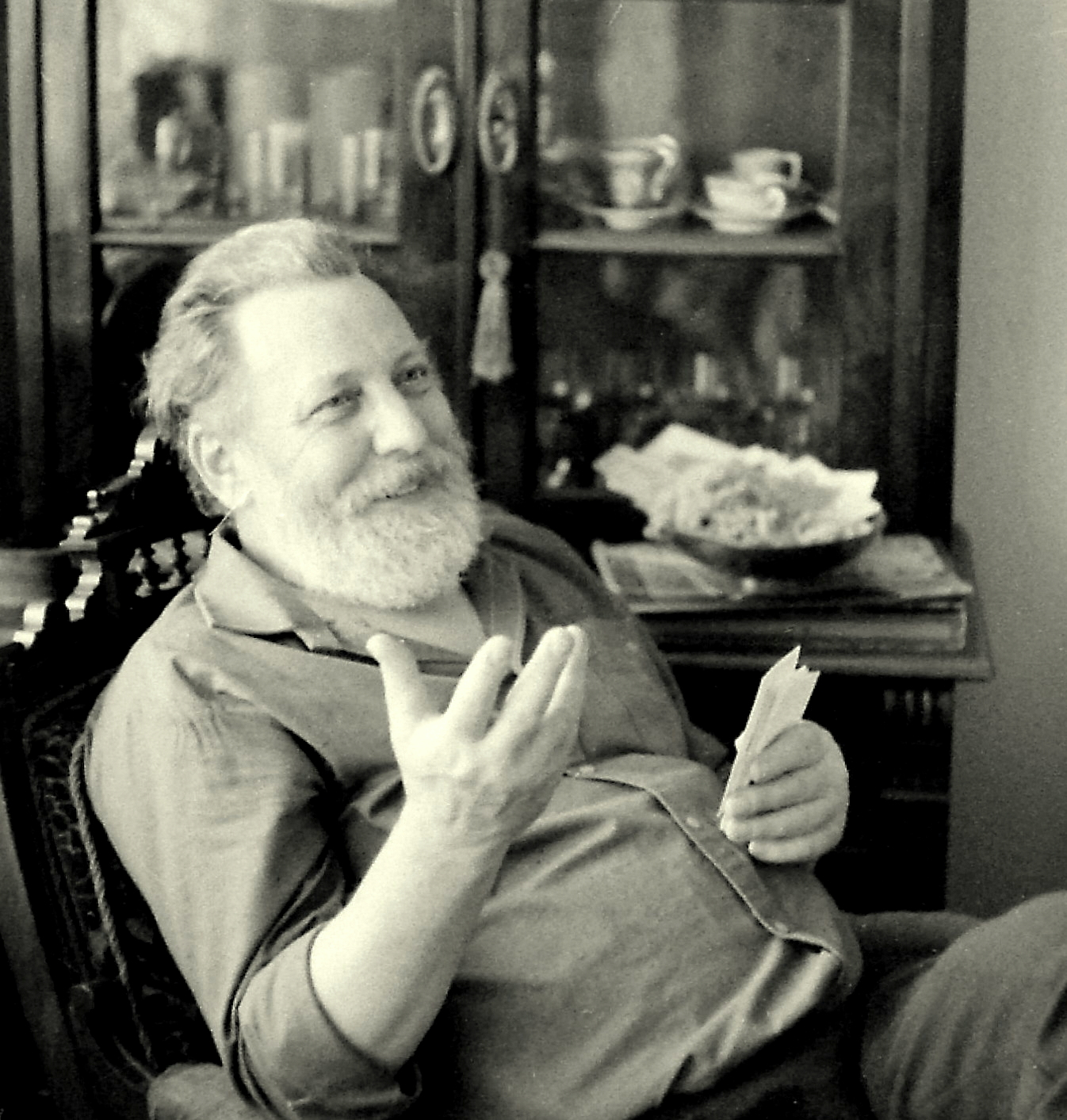
Kurt-Hermann Kühn im Mai 1984

Kurt-Hermann Kühn (* 20. September 1926 in Merseburg; † 14. Oktober 1989 in Berlin-Buch) war ein deutscher Maler und Grafiker.

## Leben
Kühn wurde als Sohn des Gewerkschafters, Politikers und Journalisten Kurt Kühn geboren. Er absolvierte eine Lehre als Dekorationsmaler und studierte von 1946 bis 1952 an der Akademie für Graphik und Buchdruck Leipzig bei Elisabeth Voigt, Walter Münze und Max Schwimmer, sowie in Berlin an der Hochschule für Bildende und Angewandte Kunst bei Arno Mohr und Horst Strempel.
Während des Studiums in Leipzig lernte Kühn seine Frau Marianne Kühn-Berger kennen, die später selbst eine Künstlerin wurde. Gemeinsam wählten sie zum Lebensmittelpunkt das Land Brandenburg, wohnten zunächst in Kleinmachnow, später in Wilhelmshorst bei Potsdam.
Von 1953 bis 1970 war Kühn Dozent an der Fachschule für Werbung und Gestaltung Berlin. Einer seiner Schüler war Wolfgang Weber. Danach war Kühn bis zu seinem Tod 1989 freischaffend als Maler und Graphiker tätig. Während dieser Zeit war er 22 Jahre lang auch ehrenamtlicher Vorsitzender des Bezirksverbandes Potsdam des Verbands Bildender Künstler der DDR.
Kühn hatte eine bedeutende Anzahl von Einzelausstellungen und Ausstellungsbeteiligungen. U.a. war er 1958/1959, 1962/1963, 1972/1973, 1977/1978 und 1987/1988 auf den Deutschen Kunstausstellungen bzw. Kunstausstellungen  der DDR in Dresden vertreten.

## Werk
Neben einem umfangreichen malerischen und grafischen Werk schuf er viele großformatige Wandbilder – vornehmlich Fresken. Große Beachtung fanden auch seine Frauenbildnisse und erotischen Zeichnungen. Arbeits- und Studienreisen führten ihn regelmäßig ins Ausland, u. a. nach Syrien und Ägypten. In vielen seiner Arbeiten sind diese Reiseerlebnisse und Begegnungen verarbeitet.

## Kontroversen

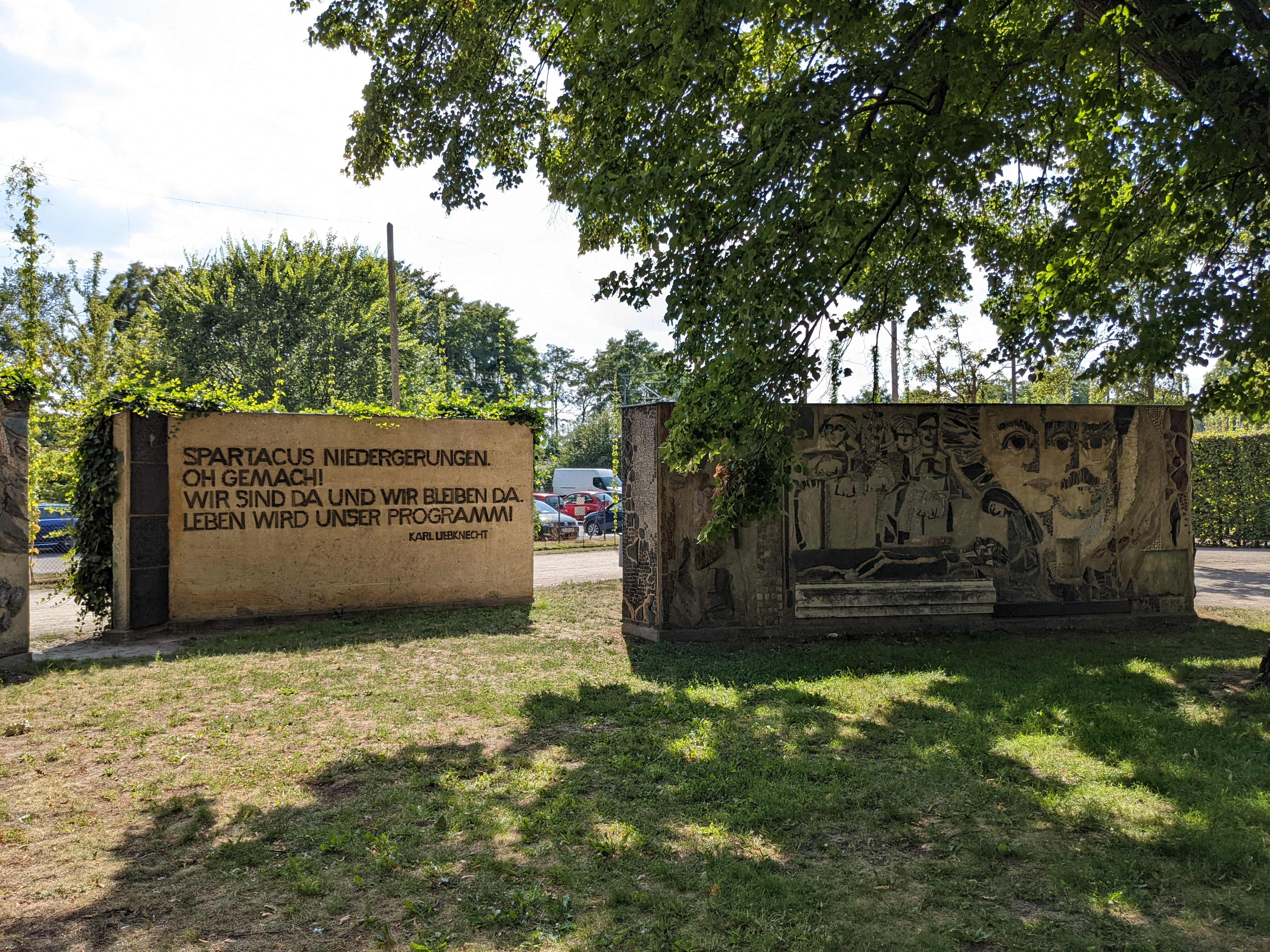
Wandbild „Erben des Spartacus“ im Neuen Lustgarten in Potsdam (2022)

Immer wieder kritisiert wurde die Nähe Kühns zur Ideologie der DDR. So monierte der Bürgerrechtler Bob Bahra die Wiederanbringung des Wandbildes „Erben des Spartacus“ in der Potsdamer Stadt- und Landesbibliothek als „Skandal“. Kühn sei seit 1968 „Gesellschaftlicher Mitarbeiter Sicherheit“ (GMS) der Staatssicherheit gewesen. Die Stadt Potsdam stellte klar, dass das Bild ein Zeugnis der Zeitgeschichte sei und als solches auch unter Denkmalschutz stehe.

## Werke (Auswahl)

### Werke im öffentlichen Raum
- Mosaike, Karl-Liebknecht-Forum, Potsdam, 1980[2]
- Erben des Spartacus, Wandgemälde, Stadt- und Landesbibliothek Potsdam[1]
- Fresken Hommage an die Unsterblichkeit, Ruppiner Kliniken, 1989[3]
- Wandgemälde, Bezirksdirektion der Volkspolizei (später Innenministerium des Landes Brandenburg), 1987[4]
- Sonne von Rheinsberg, Wandgemälde, Klub der Gewerkschaft, Rheinsberg (zerstört)[5]

### Tafelbilder
- Nachwuchs (1952, Öl)[6][7]
- Zirkelleiterin (1952, Öl)[8][7]
- Bekenntnis zum Leben (1952, Öl)[9][7]
- Mädchenakt (um 1962, Öl)[10]
- Bildnis Dr. Helga Kröning (1964, Öl; Potsdam-Museum)[11]
- Meine Mutter (1968, Öl)[12]
- Serviererin Sylvia (Öl, 1976)[13]

### Druckgrafik
- Mahnung (um 1958, Lithografie)[14]

### Veröffentlichter Essay
- Weder Schlüssellochperspektive noch Exhibitionismus. In: Bildende Kunst, Berlin, 1976, S. 227–230

## Auszeichnungen (Auswahl)
- Theodor-Fontane-Preis für Kunst und Literatur
- Johannes-R.-Becher-Medaille in Gold
- Verdienstmedaille der DDR
- Vaterländischer Verdienstorden in Silber